# Шапел Сен Лоран
Шапел Сен Лоран (фр. Chapelle-Saint-Laurent) насеље је и општина у западној Француској у региону Поату-Шарант, у департману Де Севр која припада префектури Партне.
По подацима из 2011. године у општини је живело 1873 становника, а густина насељености је износила 64,92 становника/km². Општина се простире на површини од 28,85 km². Налази се на средњој надморској висини од 182 метара (максималној 235 m, а минималној 149 m).

## Демографија
| 1962. | 1968. | 1975. | 1982. | 1990. | 1999. | 2011. |
| ----- | ----- | ----- | ----- | ----- | ----- | ----- |
| 1.493 | 1.561 | 1.605 | 1.682 | 1.749 | 1.697 | 1.873 |

График промене броја становника у току последњих година